# Brezovec (Cirkulane)
Brezovec is een plaats in Slovenië en maakt deel uit van de gemeente Cirkulane in de NUTS-3-regio Podravska. De plaats telde 223 inwoners op 1 januari 2020.